# Sheshonq VII
Pour les articles homonymes, voir Sheshonq.
Hedjkhéperrê Sheshonq VII Sa-Iset Méryamon est peut-être un roi égyptien de la lignée thébaine de la XXIIe dynastie, qui a régné sur Thèbes entre la mort de Takélot III et la campagne égyptienne du roi nubien Piânkhy, vers 755-730 avant notre ère. La durée de son règne a été estimée entre cinq et vingt-cinq ans. Il est mal attesté (Karnak Nile Level Text NLT 3 de l'an V et NLT 45 de l'an XVII, XVIII ou XXV), et son existence reste un sujet de controverse, mais elle est soutenue par les principaux experts de la Troisième Période intermédiaire tels que Gerard Broekman,, Kenneth Kitchen et Erik Hornung mais pas par Frédéric Payraudeau qui ne le cite pas dans son ouvrage.